# スミソニアン天体物理観測所

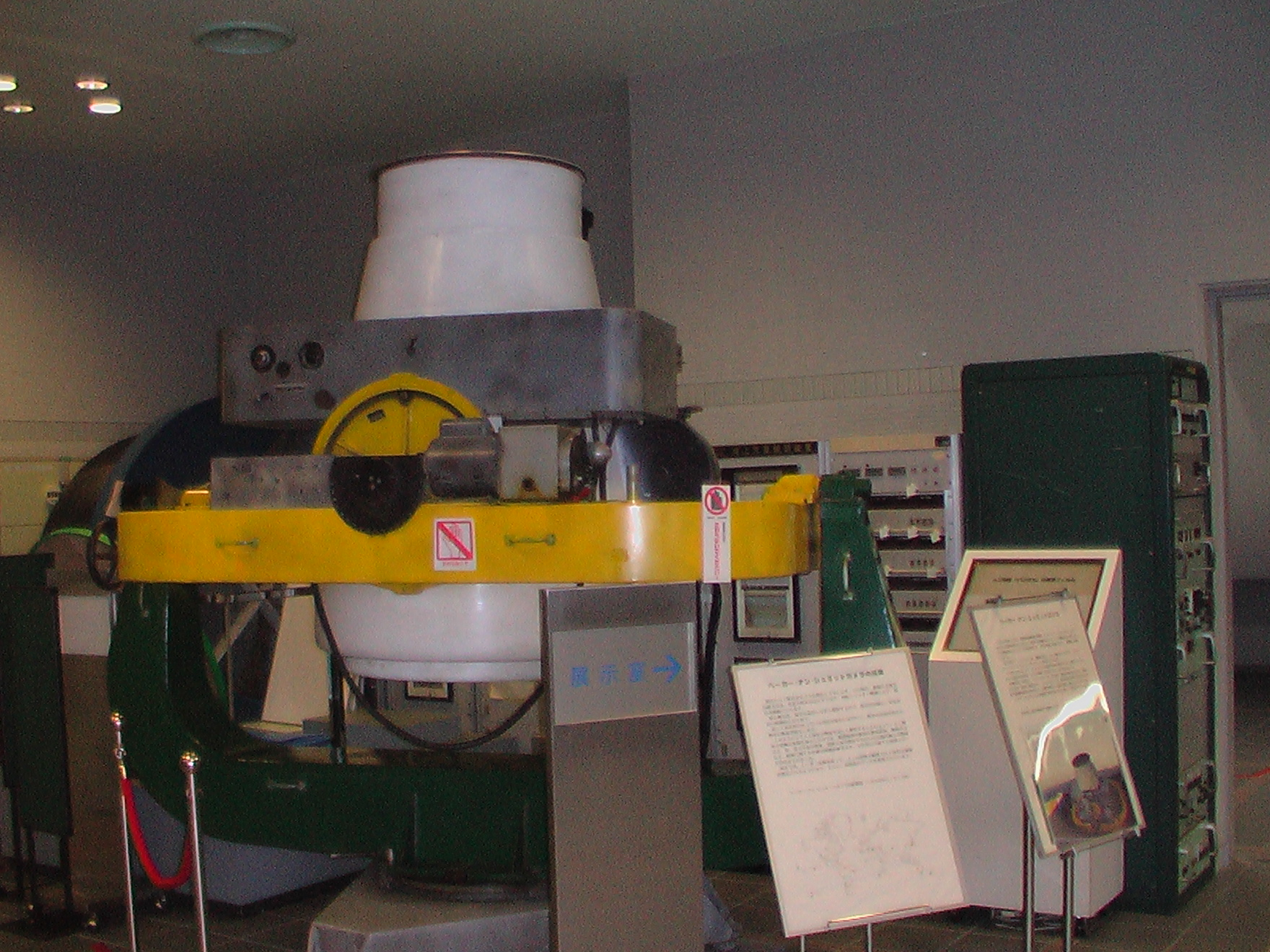
スミソニアン天体物理観測所によって人工衛星の追跡を目的として東京天文台三鷹観測所に設置されたベーカー・ナン・カメラ(現在は姫路科学館にて展示)

スミソニアン天体物理観測所（スミソニアンてんたいぶつりかんそくしょ、SAO; Smithsonian Astrophysical Observatory）は、アメリカのマサチューセッツ州ケンブリッジに本部を置くスミソニアン協会の研究所である。
ハーバード大学天文台とともにハーバード・スミソニアン天体物理学センターを構成している。ハーバード・スミソニアン天体物理学センターには300名を超える研究者が所属しており、天文学、宇宙物理学、地球科学、科学教育など、幅広い研究分野で活動している。
スミソニアン天体物理観測所は1890年に当時のスミソニアン博物館館長サミュエル・ラングレーによって設立された。当初はワシントンD.C.に本部が置かれていたが、1955年にケンブリッジへ移動した。
1958年に人工衛星の追跡のために全世界に12台のベーカー＝ナン カメラが設置された。その中の1台は東京天文台三鷹観測所に設置され、1968年に堂平観測所に移設された。
小惑星(3773) Smithsonianはスミソニアン天体物理観測所にちなんで命名された。